# Медведева, Наталия Георгиевна
Ната́лия Гео́ргиевна Медве́дева (14 июля 1958, Ленинград — 3 февраля 2003, Москва) — советская и российская певица, писательница и поэтесса, манекенщица, актриса, журналистка.

## Биография
Родилась 14 июля 1958 года в Ленинграде. Мать — Маргарита Васильевна — учительница, отец — Георгий — военнослужащий, умер через два дня после рождения дочери.
Окончила музыкальную школу по классу фортепиано, одновременно снималась на «Ленфильме», ещё школьницей сыграла в эпизодах в кинофильме Бориса Фрумина «Дневник директора школы». О своей юности она позже подробно напишет в автобиографической книге «Мама, я жулика люблю».

### Эмиграция
Выйдя замуж в 17 лет, в 1975 году вслед за первым мужем Аркадием Гусаковым, эмигрировавшим за год до того, через Австрию и Рим эмигрировала в США. Добилась международного признания как манекенщица. Снялась для обложки дебютного диска группы The Cars. Брала частные уроки актёрского мастерства, училась в Лос-Анджелесском городском колледже и консерватории по классу вокала. Работала с джаз-группами, в пиано-баре, в русских ресторанах США — «Ренессанс» Сан-Франциско, «Миша» Лос-Анджелес, «Голден Палас» Нью-Йорк (Брайтон-Бич), исполняя русские романсы и популярные мелодии из мюзиклов. В фильме «Чёрный шар» (англ. Black Marble, 1980) на студии «XX век Фокс» (режиссёр Харольд Беккер (Harold Becker)) сыграла роль исполнительницы русских романсов.
В 1982 году переехала в Париж, где продолжила концертировать в увеселительных заведениях (фрагменты этих программ вошли в компакт-диск «Париж-Кабаре Рюс», записанный в Париже в 1993 году), пела в ресторанах «Балалайка» и «Chez Raspoutine» (вместе с Алёшей Димитриевичем). Параллельно продолжала заниматься литературной деятельностью.
В начале 1990-х годов наладила сотрудничество с отечественной периодикой («Лимонка», «Новый Взгляд», «Смена», «День»/«Завтра», «Иностранец»). Опубликовала ряд имевших успех автобиографических романов («Мама, я жулика люблю», «Отель „Калифорния“», «Любовь с алкоголем», «Моя борьба»). В тот же период начала писать собственные песни. Про журналистику в своём интервью Ярославу Могутину говорила:
В журнализме надо «ориентироваться». Нельзя один и тот же репортаж — об СССР, к примеру, — предложить среднему французу и такому же среднему гражданину СНГ. Этого не позволит их разный уровень информированности о предмете. Мой репортаж для «Фигаро Мадам» о четырёх поколениях русских женщин русским был бы не интересен. Как и «Простая советская дама в Париже», напечатанный ещё в ленинградской «Смене», парижанина не очень, наверное, привлёк бы. К литературе у русскоязычного читателя отношение странное — ему обязательно надо, чтобы по башке огрели: инцест, педофилия, гомосексуализм, исповедь предателя Родины, во! это да! Но, в принципе, это из колонок салонных сплетен. Всем, что ли, стать Додолевыми?.. Тот факт, что в жизни я пользуюсь ещё двумя языками, кроме русского, в какой-то степени модифицирует его.

### Возвращение
В 1989 году впервые после долгого перерыва посетила СССР, а в 1992 году возвращается в Россию окончательно, тогда же издателем Александром Шаталовым выпускается её первая в России книга — «Отель „Калифорния“». Её книги во многом строятся на газетных публикациях:
В эту книгу вошли тексты, некоторые из которых ранее были опубликованы  в российской  периодике: …конечно же в газете «Новый Взгляд», у Додолева, где я и начала впервые печататься в России.
Деятельность в качестве журналиста сопряжена со скандалами: в июне 1994 года Пресненский суд Москвы обязал газету «Новый Взгляд», напечатавшую статью Медведевой о пиратском издании книг её мужа, опубликовать опровержение и выплатить 1 млн руб. компенсации издательству. В эту пору она позиционирует себя как «парижского корреспондента» московской газеты «Новый Взгляд». Её журналистская активность замечена: Константин Эрнст снимает о писательнице выпуск программы «Матадор» для телекомпании ВИD (Первый канал).
Первый диск Наталии Медведевой с её парижским репертуаром выпустил на своём лейбле «Звукореки» поэт Аркадий Семёнов. В постановке первой российской программы «Трибунал Наталии Медведевой» приняли участие известный клавишник Иван Соколовский и музыканты из группы «ХЗ» Карабас, Алексей Заев и Алексей Медведев. Песенные зарисовки 1992—1994 годов вылились в альбом «Russian Trip» (1995).
К февралю 1996 года сложился постоянный аккомпанирующий состав, названный «Трибунал Наталии Медведевой» (Сергей «Боров» Высокосов («Коррозия Металла») — гитара, Игорь Вдовченко — бас-гитара, Юрий Кистенев («Альянс») — ударные). Первый концерт коллектива состоялся в марте 1996 года. Стиль группы сама Наталия определила как «панк-кабаре». Последний альбом был издан на ОРТ-рекордз в 1999 году и назван так же, как и одна из последних её книг — «А у них была страсть». В 2001 году Наталия Медведева создает проект NATO, направленный против войн на Кавказе и Балканах, с 2002 года давала редкие концерты вместе с Сергеем Высокосовым.
Принимала участие в телевизионных программах «Тема» с Владом Листьевым, «Акулы пера» (1995, досрочно покинула программу), в программе Насти Рахлиной на ОРТ «Подъём» 1996, «Антропология» (1997), «Рождественские встречи» (1998), в программе «Синие страницы» Алексея Лушникова на ТВ6 (2002).

### Личная жизнь
В Америке Наталия Медведева ещё раз была замужем — за владельцем ювелирного магазина Александром Плаксиным, впоследствии женившемся на Любе Успенской. В 2020 году Успенская сказала про Медведеву: «Это была первая жена моего четвёртого мужа. Он её считал такой крутой, а меня бездарностью».
С 1983 по 1995 год — жена Эдуарда Лимонова, который был её третьим и последним мужем. В последние годы супруги вместе не жили, но официально не разводились.
По её словам в интервью, данном незадолго до её смерти, увлекалась алкоголем, выкуривала по 2—3 пачки сигарет в день.
В середине 1990-х годов познакомилась с Сергеем Высокосовым (музыкант группы «Коррозия металла»), который стал её фактическим мужем, с ним певица жила до своей кончины.

### Смерть
Скончалась 3 февраля 2003 года в Москве на 45-м году жизни во сне. Кремирована в крематории Хованского кладбища. Прах захоронен на Большеохтинском кладбище в Санкт-Петербурге рядом с могилой отца. Часть праха Наталии Медведевой, согласно её завещанию, была развеяна в четырёх городах: Париже, Лос-Анджелесе, Москве и Санкт-Петербурге.

## Дискография
- 1994 — «Париж — кабаре рюс» (ЗвукОреки — AC0001)
- 1995 — Трибунал Наталии Медведевой «Russian Trip» — (CD, Фирма грамзаписи ФИЛИ — FL3043-2); переиздания: 1996 — (компакт-кассета, ZeKo Records — ЗК-149), 2013 — (CD, Metalism Distro — MD 003-13)
- 1997 — «Она пела королю Египта. Голливуд» (аудиокнига из серии «Мемуары ночной певицы»). (компакт-кассета, Twic Lyrec — TWIC L-030)
- 1999 — Трибунал Наталии Медведевой «А у них была стRRaсть» (CD, ОРТ-Рекордс — 0038-99); переиздание — 2016 — (CD, без лейбла — RB001, ограниченный тираж)
- 2002 — «XX век. Хроника предпоследнего лета» (компакт-кассета, Neuro Imp. Records — 026),
- 2002 — Наталия Медведева & Бор’Off «Звериная лирика» (CD, без лейбла)
- 2005 — NATO: Наталия Медведева & Бор’Off «Мирными средствами не достичь блаженства» — (CD, без лейбла)

## Фильмография
- 1975 — Дневник директора школы — Поплавская
- 1980 — Чёрный шарик (The Black Marble) — ресторанная певица (под псевдонимом Наташа Плаксина)
- 1987 — Два крокодила (Les 2 crocodiles) — певица
- 1996 — Цыган Алёша (документальный)
- 2005 — Большая Медведица (документальный, реж. Лилия Вьюгина)
- 2006 — Как уходили кумиры (документальный)

## Интервью программам и изданиям
- Интервью газете «Комсомольская правда», 1995 год
- Интервью программе «Акулы пера», ТВ-6, 1995 год
- Интервью программе «Подъём», ОРТ, 1996 год
- Интервью газете «Комсомольская правда», 1997 год
- Интервью программе «Антропология», Телеэкспо, 1997 год
- Интервью программе «До 16 и старше…», ОРТ, 1998 год
- Интервью программе «Крупным планом», ТВ-6, 1998 год
- Интервью программе «До 16 и старше…», ОРТ, 1999 год
- Интервью программе «Про ЭТО при свечах», НТВ, 1999 год
- Интервью программе «Третий лишний», REN-TV, 2000 год
- Интервью радиостанции «Эхо Москвы», 2000 год
- Интервью журналу «Metal City» № 2, стр. 14, 2000 год
- Интервью программе «Большая Стирка», Первый канал, 2002 год
- Интервью радиостанции «Эхо Москвы», 2002 год
- Интервью журналу «Fuzz», 2003 год
- Интервью газете «Аргументы и факты», 2003 год
- Интервью газете «МК» (последнее интервью перед смертью), 2003 год[9]